# Tatort: Berliner Weiße
Berliner Weiße ist ein Fernsehfilm aus der Kriminalreihe Tatort der ARD und des ORF. Der Film wurde vom SFB produziert und am 22. November 1998 erstmals ausgestrahlt. Es handelt sich um den zwölften und letzten Fall des Ermittler-Duos Roiter und Zorowski und die 401. Tatort-Folge.
Roiter und Zorowski müssen eine Katastrophe mit Partypillen kurz vor der Loveparade verhindern.

## Handlung
Hauptkommissar Ernst Roiter fährt seine Tochter Caroline in einen Berliner Hinterhof, wo sich der zurzeit angesagteste Club für Raver befindet. Caroline weist sich bei „Ochse“, dem Türsteher, mit ihrer Pressemarke aus, um 56 Stunden vor der Loveparade Szenestimmung einzufangen. Allerdings muss sie ihre Fotoausrüstung zurücklassen. Auf den Floors wird bereits abgetanzt. Caroline macht versteckt doch Fotos – unter anderem auch von der Übergabe weißer Pillen gegen Bargeld. Die Szene wechselt mit dem Rausschmiss der „Iren“ nach einem Gerangel um ein Mädchen. Tanja, die Geschäftsführerin des Clubs „Silo“, zählt große Mengen an Geldscheinen und offenbart Alex, ihrem Partner und Übergeber der Pillen, dass sie keine Lust mehr auf das Geschäft habe und zu verkaufen gedenke. Einer der beiden herausgeworfenen Iren und das Mädchen Svenja vergnügen sich am frühen Morgen auf einem Hochhausdach, bis sie unvermittelt eine Eisenstange greift und sein Schrei ertönt. Ein Schornsteinfeger hört das und sieht Svenja, das Mädchen, wegrennen. Philipp, ein DJ des Clubs, Alex und Ochse produzieren mit großem Nachdruck die weißen Pillen „Berliner Weisse“, um für die Loveparade vorbereitet zu sein. Sie sind bester Feierlaune – zumal ihr Konkurrent „Kitty“ geschnappt wurde.
Die Ermittlungen am nächsten Morgen führen Roiter und Zorowski recht schnell in die Szene zu Tanja, Alex und den Iren, da der Tote auf dem Hochhaus hinter dem Club gefunden wurde. Die Obduktion bestätigt die Eisenstange als Tatwaffe. Roiter findet eher zufällig die Fotos seiner Tochter mit der Übergabe der Pillen. Da er aber aus vergangenen Zeiten gegenüber Alex befangen ist, nimmt er ihn nicht fest. Zorowski kann einen Streit unter den Iren im Rahmen einer kleinen Trauerfeier schlichten. Paddy wird bezichtigt, Trevor umgebracht zu haben. Auf der Eisenstange sind allerdings keine Fingerabdrücke von ihm zu finden. Plötzlich müssen Caroline und Svenja mit Besorgnis erregenden Symptomen wie Dehydration und Euphorisierung ins Krankenhaus gebracht werden. Trotz polizeilicher Aufsicht stürzt sich Svenja in die Tiefe, da sie es nach den Geschehnissen mit Trevor nicht mehr aushält. Es geht Schlag auf Schlag weiter: Beim zwischen „Kitty“ und Alex abgesprochenen Austausch der Pillen gegen 300 Tausend Mark schießt „Kitty“ Alex nieder, verfolgt Philipp und zerrt ihn in seinen Jeep. Er soll „Kitty“ rechtzeitig vor der Loveparade zu den Pillen bringen. Damit ausgerüstet und getarnt als „Eis Dieler“ nimmt er Position vor der Kongresshalle ein. Ein dilettantischer Einsatz von Roiter ermöglicht die Flucht von „Kitty“ und Carlo, während derer Zorowski tödlich angefahren wird.

## Produktion
Der Tatort Berliner Weiße ist eine Produktion im Auftrag des SFB für Das Erste. Bei seiner Erstausstrahlung am 22. November 1998 hatte Berliner Weiße 6,42 Millionen Zuschauer, was einem Marktanteil von 18 % entspricht.

## Kritik
TV Spielfilm ist wieder einmal entsetzt angesichts der „armseligen Optik und der verunglückten Regie“ und konstatiert: „Berliner Billig-Nummer unter den Tatorten“.